# Titularbistum Casius
Koordinaten: 31° 13′ N, 33° 5′ O
Casius (ital.: Casio) ist ein Titularbistum der römisch-katholischen Kirche. 
Das ehemalige Bistum gehörte zur gleichnamigen Stadt Casius in Unterägypten nahe Pelusium, beim heutigen Ras Qasrun. Die Diözese gehörte zur Kirchenprovinz Pelusium.
| Titularbischöfe von Casius |                                    |                                                                                      |                   |                   |
| Nr.                        | Name                               | Amt                                                                                  | von               | bis               |
| 1                          | Juan Antonio Pérez Arellano        | Weihbischof in Toledo (Spanien)                                                      | 23. Februar 1739  | 16. März 1756     |
| 2                          | Ignacy Giedroyć                    | Koadjutorbischof von Žemaitija (Russisches Kaiserreich)                              | 24. Mai 1824      | 1829              |
| 3                          | Guglielmo Massaia OFMCap           | Apostolischer Vikar von Galla (Kaiserreich Abessinien)                               | 12. Mai 1846      | 2. August 1881    |
| 4                          | Gaudenzio Bonfigli OFM             | Weihbischof in Aleppo (Osmanisches Reich)                                            | 19. August 1881   | 19. August 1890   |
| 5                          | André-Etienne-Athanase Hermel SSCC | Apostolischer Koadjutorvikar, Apostolischer Vikar von Tahiti(Französisch-Polynesien) | 15. Mai 1905      | 20. Februar 1932  |
| 6                          | Augustinus Philipp Baumann         | Weihbischof in Paderborn (Deutschland)                                               | 28. Oktober 1932  | 20. Februar 1953  |
| 7                          | Félix Scalais CICM                 | Apostolischer Vikar von Léopoldville (Belgisch-Kongo)                                | 29. Juni 1953     | 10. November 1959 |
| 8                          | Renatus Lwamosa Butibubage         | Weihbischof in Mwanza (Tanganjika/Tansania)                                          | 19. Dezember 1959 | 15. Januar 1966   |